# 牧之原台地

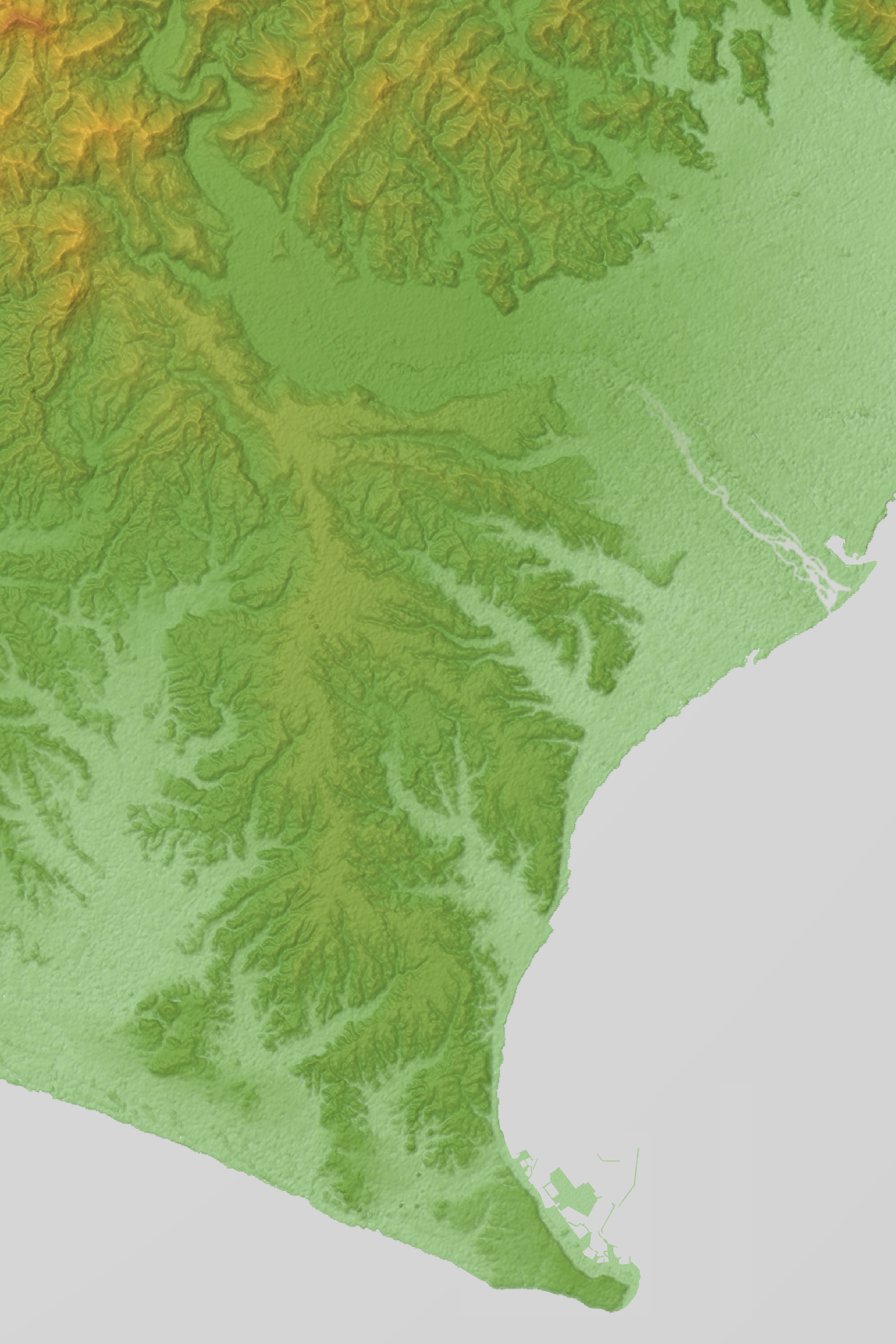
牧之原台地の地形図

牧之原台地または牧ノ原台地（まきのはらだいち）は、静岡県中西部、遠州地方南東部にある台地。布引原とも。大井川下流域と菊川に挟まれた洪積台地である。現在の島田市、牧之原市、菊川市にまたがっている。

## 歴史

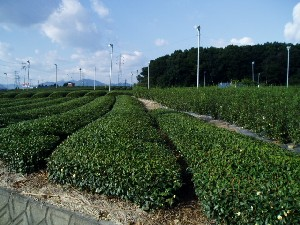
牧之原台地の茶畑

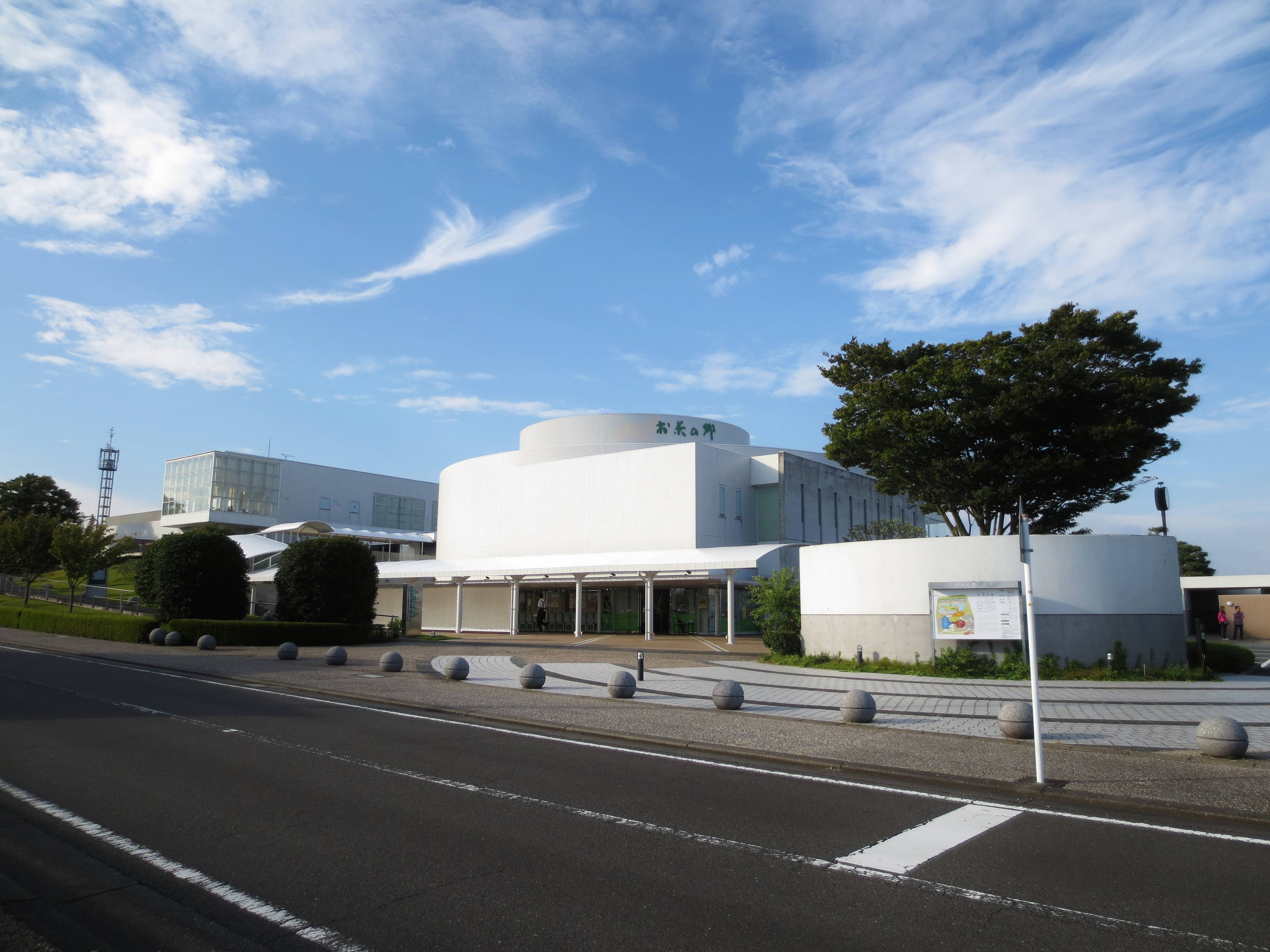
お茶の郷博物館

江戸時代までは、麓の村（現在の大字）の入会地、いわゆる草刈り場であり、未開拓の原野が広がっていた。「牧場」があったことが地名の由来とされるが、定かではない。現在でも大字の続きまたは飛び地となっているところが多い。
明治期になって、江戸から静岡に移封された徳川家達に従った新番組などの幕臣へ1470町（約1455ヘクタール）、大井川の渡船許可により失業した川越人足に204町（約202ヘクタール）払下げられたが、元の入会地を利用していた住民との紛争が多発した。台地ということもあり、農業用水はもちろんのこと生活用水の確保にも事欠いたことから、多くの脱落者が出たが、農民らによる茶園開墾も進み、現在の大茶園が形成された。結果的に農家一戸あたりの耕作面積は広いが、人口密度は希薄で、車社会になる前は、バス停から二里も歩かなければならないところもあり、極めて不便なところであった。
第二次世界大戦中に海軍の大井海軍航空隊基地が建設され、跡地は矢崎グループの工場などになっている。
戦後も慢性的な水不足は続き、茶園で不可欠な農薬の散布などに必要な水の確保にも苦労があった。地元からの要望により、1978年より国営牧之原農業水利事業が始動。水源を大井川の長島ダムに求め、導水路を経て牧之原揚水場により台地へ水を引き上げて配水する工事が進められた。台地上に樹枝状に広がる80kmあまりの幹支線水路が完成したのは1996年であった。

## 地理
北端部の標高は270m、南端部の標高は40-50m。全長は約25km。北側から南側へかけて緩く傾斜している。樹枝状の地形であり、幹となる台地のほかに、東方と南東方に支脈となる台地が延びている。古代には大井川の扇状地だったとされている。

## 農業
静岡県有数の茶産地である。石が多く、水はけが良い赤土で弱酸性である。温暖な気候であるため、静岡県でも早場所の茶園であり、4月中旬には新茶ができあがる。
米作などには向かない不毛の土地であったが、明治維新の後、無禄士族対策のため、牧之原台地に多くの士族が入植し、開拓作業が始まった。茶樹を植えることが推奨されたため、現在のような茶畑が広がる日本一の製茶地帯になった。